# Rootwater
Rootwater — польская музыкальная рок-группа, играющая в жанрах хеви-метал, трэш-метал и хардкор-панк. «Rootwater» была сформирована в 2002 году и расположена в Варшаве.
Название группы происходит от английских слов «root» (рус. корень, коренистый) и «water» (рус. вода), однако перевести название целиком не очень просто. Тем не менее, в одном интервью участники группы отметили, что название происходит от карты «Rootwater Commando» из популярной игры Magic: The Gathering).
В своих песнях группа поднимает такие важные темы, как война, религиозные и межрасовые противостояния («Hava Nagila»), людскую жадность и т. п.
Осенью 2007 года вышла компьютерная ролевая игра «Ведьмак», разработанная польской компанией CD Projekt RED. В коллекционном издании игры присутствовал диск с музыкой «по мотивам», специально для которого Rootwater записали и предоставили песню «Born Again» (рус. Рождённый вновь).

## Состав

### Текущий состав
- Мацей Тафф — вокал (с 2002)
- Себастьян Зусин — гитара (с 2002)
- Филип «Heinrich» Халуха — бас (с 2005)
- Марцин «Valeo» Валенчиковский — гитара (с 2009)
- Гжегож «Gregor» Олейник — ударные (с 2009)

### Бывшие участники
- Томаш Йоньца — гитара (2002—2004)
- Павел Юрковский — ударные (2002—2004)
- Пшемыслав Белинский — бас (2002—2004)
- Артур Ровинский — ударные (2004—2008)
- Павел «Paul» Ярошевич — ударные (2008)
- Михал Чыонг — гитара (2004—2009)

## Дискография

### Альбомы
- Under (27 августа 2004, Fonografika)
- Limbic System (2007, Mystic Production)
- Visionism (2009, Mystic Production)

### Синглы
- «Hava Nagila» (2002)

### Мини-альбомы (EP)
- The Legends of Hava Nagila (2006, Fonografika)

## Видео
- 2004 «Hava Nagila»[3]